# Suchorze
Suchorze (deutsch Zuckers) ist ein Dorf in der Woiwodschaft Pommern in Polen. Es gehört zur Gmina Trzebielino (Gemeinde Treblin) im Powiat Bytowski (Bütower Kreis).

## Geographische Lage
Das Dorf liegt in Hinterpommern, etwa 33 Kilometer nordnordöstlich von Miastko (Rummelsburg i. Pom.) und neun Kilometer nördlich von Trzebielino (Treblin).

## Geschichte

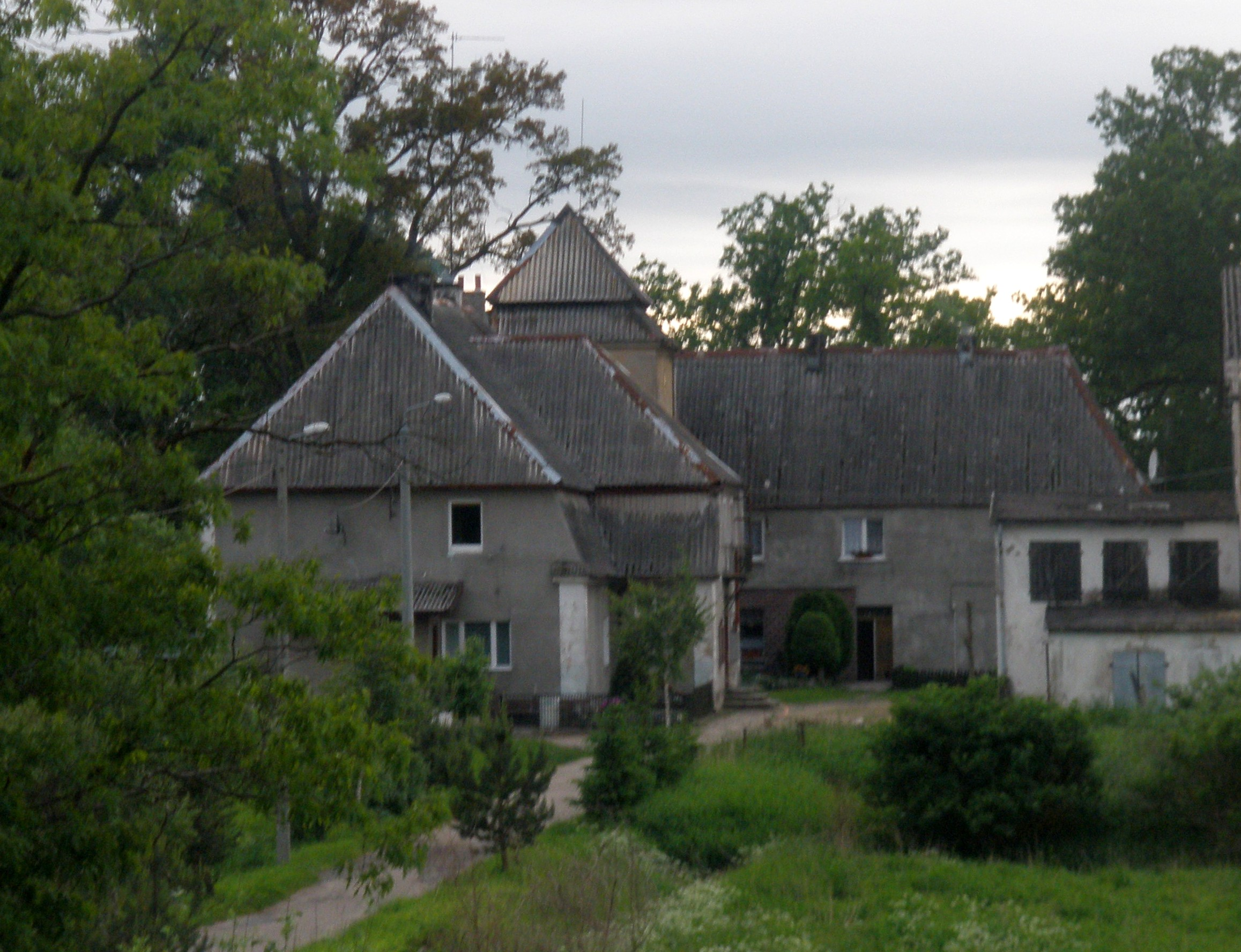
Ehemaliges Gutshaus Zuckers (2013)

Zuckers, ostsüdöstlich von Stolp und nordwestlich von Bütow, auf einer Landkarte von 1910 (Karte ist durch Anklicken vergrößerbar)

Das Gut Zuckers, zu dem eine Wassermühle, Holzungen und Fischereirechte gehörten, war ein altes Lehen der Familie Puttkamer, das um 1782 Jakob Kaspar von Puttkamer in Besitz hatte. Im Jahr 1854 wurde das Gut von den Puttkamers für 76.000 Taler an die Familie Grundiess verkauft.
Am 1. April 1927 hatte der Gutsbezirk Zuckers eine Flächengröße von 1211 Hektar, und am 16. Juni 1925 hatte der Gutsbezirk 398 Einwohner. Am 30. September 1928 wurde der Gutsbezirk Zuckers in eine Landgemeinde gleichen Namens umgewandelt.
Anfang der 1930er Jahre hatte die Landgemeinde Zuckers eine Flächengröße von 12,1 km². Innerhalb der Gemeindegrenzen standen zusammen 26 bewohnte Wohnhäuser an drei verschiedenen Wohnstätten:
1. Augustfelde
2. Mudschiddel
3. Zuckers

Um 1935 gab es im Dorf Zuckers unter anderem einen Gemischtwarenladen und eine Sattlerei. Im Jahr 1939 hatte die Landgemeinde 350 Einwohner.
Die Landgemeinde Zuckers gehörte bis 1945 zum Kreis Rummelsburg der preußischen Provinz Pommern. Sie war nach 1935 dem Amtsbezirk Bartin zugeordnet worden. Das Standesamt befand sich in Gumenz.
Gegen Ende des Zweiten Weltkriegs wurde Zuckers Anfang März 1945 von der Roten Armee eingenommen. Anschließend wurde Zuckers zusammen mit ganz Hinterpommern von der Sowjetunion der Volksrepublik Polen zur Verwaltung überlassen. Die Bevölkerung wurde vertrieben. Der Ortsname wurde zu Suchorze polonisiert.

## Kirchspiel bis 1945
Die vor 1945 anwesende Dorfbevölkerung war mit wenigen Ausnahmen evangelischer Konfession. Die evangelischen Einwohner gehörten zum Kirchspiel Zettin.
Das katholische Kirchspiel war in Rummelsburg i. Pom.